# Српски језик Дубровчана
Српски језик Дубровчана је штокавска ијекавица. У Дубровнику се домаћи говорни словенски језик кроз историју називао словинским, српским и илирским именом. Након периода хрватизације Дубровника, данас се у Дубровнику језик више не именује тим именима, него хрватским именом.

## Историја
У Сребреничкој повељи бана Стефанa II Котроманићa и Дубровчана, написаној под градом Сребреником 15. марта 1333. пише да је написан у четири примjерка. Два примjерка на латинском, а два на српском језику.
1364. писар Дубровачке републике потписивао се ћирилицом: Ја, Нико Бијелић дијак српски.
Прибислав Похвалић, католик и икавац из Босне је био посланик банице Анке у Дубровнику (жене покојнога Вука Вукчића) и војводе Сандаља и жене му Катарине Сандаљевице.  У својим писмима, писаним ћирилицом, 1407. године, свој језик зове српским именом (другим листом српсцим... српски јест писан... ови лист српски... у другом листу српском... у првом листу српском...) 
Дубровачки поданик Пирко Бољесаљић, који се као трговац настанио у Сребреници, тужио се вијећу Дубровачком 1438., на неке житеље Сребренице и два Дубровчанина, што су му дошли у кућу, везали га у окове и одвели. У својој тужби је рекао: Господо, говорах (им) ја Пирко: шта сам вам скривио Срби, да ме вежете безаконо? 
Сачувано је једно писмо из Брода савског (данашњи Славонски Брод) Дубровачког фратра Александра, из 1465., писано ћирилицом и икавицом. Он је био посредник између краља Матије Корвина и Дубровчана. Краљ је Дубровнику, на повељи писаној српским језиком, новембра 1465. даровао нека имања на Неретви, Драчевици (крај код Херцег Новог) и Попову, код Требиња.
Дубровачки писари – граматици, дијаци, канжилијери – с краја 14. и почетка 15. вијека почели су се звати дијаци српски (не хрватски). Добро су познати Никша (Никола) Звијездић (лат. Stella), писар од 1430.-1455. и насљедник му Маринко Цвјетковић. Они су често латинске облике имена посрбљавали са ић на крају презимена. 1550. пише дубровачки писар на српском језику (лат. lingue serviane.) За 1564. постоји сличан документ. Милан Решетар је доказао да су српски дубровачки писари били прави Дубровчани, а не извањци. 
Франческо Мицаловић, дубровачки штампар са почетка 16. вијека, је штампао прве књиге на народном језику становништва Дубровника. Мицаловић је припремио ћириличке типове писма и организовао штампање молитвеника у Венецији 1512. године. Ови молитвеници су познати као Молитвеник и Officio. Оба су штампана ћирилицом. У уговору који је потписао Мицаловић, језик молитвеника помиње као лат. in littera et idiomate serviano. 
Канцелар Lucas Pasqualis de Primo (Примојевић) намјеравао је 1524. да подигне у Дубровнику штампарију са српским (lettere rassiane), латинским и грчким словима.
Јаков Лукаревић (1551-1615), дубровачки историчар, дипломата и фрањевац је написао да се децембар на српском каже просинац (лат. Di 18 di Decembre, ch’i Serviani demandano Prosienaz.) 
Динко Златарић (1558—1613), ренесансни пјесник и преводилац из Дубровачке републике је у посвети пријевода Електре Бану Зринскому између осталога записао: Спјевана од вриједнијех Латина и Грка који вам у ваш хрватски језик говоре. Анонимни писац књижице Дубровчани, јесу ли Хрвати? из 1892. је у својој књизи наводио што му одговоара, а изостављао што му не иде у прилог, доказујући да је Дубровник хрватски град. Тако је и овај цитат Лукаревића изоставио, јер се види да Лукаревићу није био свој хрватски језик. Да је Лукаревић сматрао да је језик Дубровчана хрватски, написао би: који нам у наш хрватски језик говоре. Ипак, он хрватски језик назива ваш, када се обраћа Јурају V Зринском.
Грађанске и црквене дубровачке власти су признавале народном језику у Дубровнику српско име. То нам свједочи и догађај из 1638. године када су они истакли један оглас на лађи у свом пристаништу, нарочито нагласивши да га дају на српском језику да га свако може боље разумјети.  У једном рукопису у књижници Мале Браће (Фрањевци) у Дубровнику, бр. 312, обр. 185-6 пише: лат. In un libro Serviano dove vi sono l Epistole e li Vangeli che si leggere cosi. Те књиге су биле за католичке српске жупе, што доказује ријеч Исукрст, коју користе само католици. 
Иван Лучић (1604-1679), историчар из Трогира је о Дубровнику записао: лат.  (Но, како се Далмација на источну и западну дијели, и сматра се да је источна српска, а западна хрватска – Дубровник се тако налази у источном дијелу.) 
Идентичан став наводи и Дубровчанин Лука Свиловић (1809-1877), који је у својој књизи о историји Далмације записао: Земља Сербаљах се је међу Цетином и Баром лучила у четири жупаније: то јест Неретва или Поганија, Захумје, Травуња са Конавлима и Дукља. 
Анселмо Бандури (1675-1743), дубровачки историчар, нумизматичар и византолог, 1711. године у Паризу у свом дјелу лат. Imperium Orientale, ријечи Порфирогенита о Конавлима, грч. των τη Σκλαβων διαλέκτω (славенски дијалкт), преводи са лат.   И Италијан Франо Апендини (1768-1837.), који се настанио у Дубровнику и који је написао лат. Grammatica delle lingua Illyrica (1808.) и двотомни преглед прошлости и књижевности Дубровника (1802.-1803.), илирски преводи са лат.  
Митрополит са Цетиња, Сава Петровић Његош се Приморцима Дубровчанима у три своја писма, обраћао као Србима, ласкајући им, очекујући финансијску помоћ: „…да учините нашој церкви и народу черногорскому једном сумом од асприх како Сербли Сербима и својима сусједима…” (1763), „…који се ви још од нашега србскога језика находите…” (1767), „Ваша славна република зна, да је све господство и слава сербска пала и ништа није остало до вас… може се сербска земља с вама похвалити.” (1775).
Натко Нодило је записао:
У Дубровнику, ако не од првога почетка, а то од памтивијека, говорило се српски, говорило како од пучана, тако од властеле, како код куће, тако и у јавноме животу... Него у опћини, од Млетака опроштеној, српски је расправни језик. Већ видисмо, да баш ово канцелару Ивану равенском даваше највећу главобољу, па знамо и то, да се нарочитим законом забрани, у год. 1472, члановима великога вијећа пораба српскога језика, а наложи свакоме властелину говорнику, да говори талијански... Из живога спора двају језика, и двојакога мишљења, љетописи му испадоше права наказа језична, књижевно недоношће.— Натко Нодило, „Први љетописци и давна хисториографија дубровачка“, ЈАЗУ, Загреб, 1883, свеска 65, стр. 92-128.
Хрватски националисти желе да оспоре исправност ове његове тврдње чињеницом да он није био лингвиста, али их побија угледна савремена хрватска лингвисткиња Сњежана Кордић, у књизи Језик и национализам, тврдњама да се наша штокавштина никада није називала хрватским језиком, а је српским, илирским, словинским, нашким...  Она је у поменутој књизи записала: За штокавски се користио и назив српски, нпр. у другој четвртини 19. ст. је назив илирски као и српски био уобичајена ознака за штокавски језик. И то не само у 19. стољећу, него и у ранијим стољећима. Не смије се прешутјети, а то се чини у овој монографији, да су у безбројним дубровачким документима с краја 15. ст. па до краја 18. ст. Дубровчани користили израз лат. linga seruiana као ознаку за свој властити језик.
Срби католици из Дубровника су и у 19. и почетком 20. вијека свој језик звали српским именом. Имали су и Српску дубровачку штампарију, а новине и часописи су штампани у оба писма, ћирилицом и латиницом, као Срђ, Дубровник...
Медо Пуцић (1821-1882), Дубровчанин, српски књижевник, научник и политичар, издаје двије свеске Споменика Српских (1858, 1862, од године 1395. до 1423.), да би свијет обавијестио какве потврде о средњовјековној српској слави чува Дубровачки архив. 1866. изашла је збирка његових пјесама, пријевод на италијански, под насловом итал. La poesie serbe di M. Pozza. 
Петар Будмани (1835-1914), српски језикословац из Дубровника, је након смрти Пуцића 30. јуна 1882., до тада најзначајнијег представника Срба католика у Далмацији, од његове породице и Српске дубровачке омладине добио част да при сахрани одржи почасни говор над његовим гробом. Поред осталога је рекао: ...Док буде свијета, док једно наше срце буде куцати, твоје ће славно име, спојено с Његошевим и с Бранковим, бити неумрло... Да нам будеш мегју свијем дичном, Српска земљо дер за себе мари, Шта ћеш тражити мисирских оаза. Влашких чуда, њемачких доказа? Изнеси нам своје груде плод, Кажи св'јету свој јуначки род! А ти дични Медо, на крилима твоје виле, која те од смрти сачувала, стражи лебди над радом и стазама твога омиљеног народа док га видиш срећна и честита за чим си још из дјетињства жарком душом хлепио. 
Католички свештеник из Дубровника, дум Иван Стојановић (1829-1900) је у својој књизи Дубровачка књижевност истицао да су Дубровчани били по вјери римокатолици, али по језику и по поријеклу Срби. Сматрао је да једно не искључује друго и да једно не смета другоме. За процјену једног народа по њему су били важни само фактори: језик, обичаји и историја. Стојановић је написао 200 страница текста као додатак пријеводу књиге историчара Енгела Повијест Дубровника. У њему је, као живи свједок, показао како је Аустрија од успостављања своје власти на тлу Дубровника и околине, на почетку 19. вијека, радила на хрватизацији Дубровника и Дубровчана.
Британски археолог Артур Еванс (1851-1941) је у својој путописној књизи Пјешке кроз Босну и Херцеговину током устанка аугуста и септембра 1875. описивао јужну Далмацију, Цавтат и Дубровник. Записао је да су Срби Неретвљани 827. запосјели Корчулу, Ластово, Мљет, Хвар, Брач и друга острва на Јадрану.  У Цавтату је био изненађен изгледом лица обичних српских и талијанских типова.  Описао је процес како је романска Рагуза постала српским Дубровником и поред ранијих закона који су строго забрањивали употребу српског језика: И већ од почетка 14. стољећа, дотле строго забрањиван ранијим законима, српски језик се може сматрати матерњим језиком Дубровника... Иако су говорили српским дубровачким дијалектом у кругу својих породица, богати Дубровчани слали су, ипак, своју дјецу у флорентинске школе... Почетком 14. стољећа Дубровник је постао грчком школом за српско залеђе... Српски цар Стефан Душан подарио је граду скупоцјену збирку грчких и латинских законских прописа...,  ...један је Дубровчанин превео Софоклове драме на свој матерњи српски језик... они су додали оно што нису никад изгубили - насљеђе српске поезије... фантастична српска божанства... што је Дубровник... преживљавајући катастрофу српске расе, створио српску драму...  О стапању романског и српског Дубровника је записао: ...око романског каменитог збјега Лаве, који је издвајао од разбацаних и простијих насеља српског Дубровника... Али када је у 13. вијеку престао антагонизам између Срба и Романа и кад је српски језик постао матерњим језиком потомака епидаурских избјеглица...  Овдје чујете најљепши српски језик... Дубровник...је састављен из два елемента, српског и романског... Потребно је да се одлучни геније Срба распири овим свјежим морским повјетарцем у енергију, јер српска машта толико чезне за овим јужним сунцем. 
Луко Зоре (1846-1906) је за Конављане (Дубровчани у ширем смислу, јер су дуго припадали Дубровачкој репубици) записао да тамо сваки гуслар умије и пјева народну пјесму Кад се жени српски цар Шћепане, а да имају обичај и да соколе једни друге ријечима Еј, Србине!, у шта се тада свако могао увјерити. 
Рабљанин, хрватски праваш, језикословац и професор у Дубровачкој гимназији Марцел Кушар (1858-1949) је 1892. анонимно у Дубровнику објавио брошуру Дубровчани, јесу ли Хрвати? у којој је покушао доказати да су Дубровчани Хрвати. У њој је о Конављанима и осталима написао: Да се у Жупи, Конавлима и осталој околици дубровачкој, дапаче и пред самим градом Дубровником, пјевају још и данас пјесме о косовским и другим српским јунацима, то нико не може порећи; али нико не може ни то опорећи да у новије доба мјесто оних јунака све више преотимљу мах друга модернија лица, међу којима налазиш и Хрвата као нпр. хајдука Сењанина Ива, од Задра Тодора, Зриновића и Јелачића бана итд. Записао је и: ...зато презиру свакога туђинца и мрзе на Хрвате, што су туђинци у Дубровнику већим дијелом Хрвати. 
И руски етнолог Павле Ровински (1831-1916) је записао: ...хрватоманија, захвативши сву Далмацију, не стоји пред вратима Дубровника, гдје се хрватство ослања, за сада, само на придошлице. 
Константин Јиричек (1854-1918) у Историји Срба пише да је у Котору и Дубровнику, од краја средњег вијека надвладао српски говор и то због изумирања старих варошких породица и примања многобројних нових, због територијалног проширења и јаког трговачког саобраћаја са унутрашњошћу. У старини су се по спољашњости разликовали источњаци и западњаци. Западњаци су се бријали и шишали, а источњаци су носили дугу браду и косу и то не само Грци, Срби, Румуни у Влашкој, него чак и Дубровчани, како то са чуђењем износи Јован Равењанин. Католичке монахе (редовнике) Дубровчани су каткад звали и грчким православним називима, калуђери (calogeri) и калуђерица (koludrica). По Јиричеку, калуђерице (католичке) у свим далматинским градовима су често имале само народна српска имена. 1255. Гоја у Дубровнику, 1330. Рада у Котору...
Милан Решетар (1860-1942), српски језикословац из Дубровника је у својој приступној бесједи Српској краљевској академији, одржаној марта 1941. године, под називом Најстарији дубровачки говор, сагледао српство Дубровник са академског нивоа. Он је тако пред крај свог живота, a у контексту надолазећег распада Краљевине Југославије, изнео свој поглед на језик Дубровника и дубровачке писане заоставштине, подвлачећи: Још увијек тврдим, као што сам тврдио пред 50 година, да се у Дубровнику није никада говорило, ни у њему цијелом ни у једном његову дијелу, далматинским чакавско-икавским говором него увијек само херцеговачким штокавско-јекавским. Из те објективне констатације сада не изводим никаквих даљих закључака, јер су мени Срби и Хрвати један народ под два имена, па ја зато нећу никако рећи да се у Дубровнику није говорило хрватски него српски, али кому су Срби и Хрвати два народа, тај ће морати признати да је Дубровник по језику био увијек српски.
Марко Мурат (1864-1944), српски академски сликар и професор из Дубровника је у писму свом пријатељу Милану Шевићу, из Дубровника, 28. априла 1932., описао и догађај који се десио при откривању споменика Ивану Гундулићу. Јован Јовановић Змај је тада питао једног младог дубровачког мајстора да му покаже гдје је српска црква. Младић је питао Која? Змај: Српска. Младић: Која? Овди су у нас све српске. Коју мислите? Змај: Православну. Младић: Е, тако реците. Православна вам је она онамо. Змај је мајстора похвалио због добре лекције, коју му је дао. Мурат се жалио и да их њихови православци, а у суштини атеисти, не признају због вјере. Нису им довољно добри (Срби католици). У другом писму, из Луке Шипанске од 12. септембра 1932., између осталога је написао: Него нажалост губе се старе српске пјесме, једине које су се овдје одувијек пјевале, све се заборавља, а нова ништа добра неприма. Онај неки фатални Хрв. покрет уништио је све, убио душу овог пука овамо. Уништено је све што је доиста било народно: и пјесме,и обичаји, и традиција. Не поштује се више ништа и нико. Марко Мурат се у својој аутобиографији са сјетом сјећао старих обичаја који су у вријеме његовог детињства још увек владали на простору некадашње Дубровачке републике. Између осталог, забиљежио је сљедеће: Дубровнику граду више сам ја некада видио и слушао гусала него у нашој пријестолници Београду, за вријеме мог двадесетогодишњег бављења нама. 
Старији брат Марка Мурата је био католички жупник у Орашцу, Дум Андро Мурат (1862–1952). Био је сакупљач народног блага и аутор опсежне пјесмарице Народне пјесме из Луке на Шипану (1885). Пјесме је записао у Луци Шипанској углавном од своје мајке Кате Мурат. Пјесмарица у рукопису чувана је у ЈАЗУ, а Матица хрватска је поједине пјесме штампала у зборнику Хрватске народне пјесме I-X, при чему су им у већини случајева промијењени наслови. Коначно, Муратову пјесмарицу Матица хрватска је 1996. објавила као прву књигу у едицији Хрватске народне пјесме – рукописна баштина. Ту су и пјесме: Марко Краљевић избавља своју сестру, Краљевић Марко избавио свога побру од Сибиња Јанка, Смрт Стојана Јанковића и освета Иве Сењанина, Женидба Максима Црнојевића, Женидба Змај Огњеног Вука, Женидба Краљевића Марка, Вишњичица род родила... Иако се у пјесмама спомињу српске историјске личности, а не хрватске, књига се налази у едицији Хрватске народне пјесме. Дум Андро је у календару Дубровник за 1897. објавио пјесму Бадњак у којој су и ови стихови:
        Бадњак 

...А каквијех изван Срба нема...

Које само ми Срби имамо,

Које само ми Срби пјевамо,

К'о друговдје тамо и овамо.

И у нашем Дубровнику амо...

Српск'јем пјесмам', 

Српск'јем јунацима, 

Српск'јем дикам', 

Српск'јем уресима. 

Што сјећа врлина, Правог Србина...

Да таке врлине Србина обране...

Срб ће Славјан хреком, коме сличи... 

Залуду им свађа и завађа: 

Срб - Царује и с царим' се срађа!...
Дум Андро Мурат је при посјети Боки которској и српском православном манастиру Савина 1901. у спомен књизи записао ове стихове:
Српска Боко, чист српски Босфоре,

Српске душе свети разговоре. 

Што ти лаже протусрпска срда, 

Кад је вјера ко Ловћен ти тврда.
Иако Дубровчани свој језик нису именовали хрватским именом, а јесу и српским (поред других именовања: нашки, илирски, словински...), великохрватски интелектуалци углавном заобилазе те чињенице и историјски неисправно, сврставају историју Дубровника у хрватску историју.